# Cariatis
Cariatis o Cariátide es un epíteto de la diosa Artemisa cuyo significado está relacionado con el nogal.
Según algunos, la deidad preclásica Cariatis habría sido asimilada por la figura de Artemisa. Otro sector opina que Cariatis es el nombre utilizado para designar a Artemisa, derivado de un famoso templo dedicado a ella que estaba situado en Laconia, concretamente en la ciudad de Carias.

## Mitología
Según una tradición relatada por Lactancio, un grupo de muchachas que danzaban en honor de Artemisa, presintiendo una desgracia, se ahorcaron en una de las ramas de un roble. Por ello se llamó «caria» a ese tipo de roble y se aplicó el epíteto «cariátide» a Artemisa y al santuario.
Por otra parte, en otro relato de Servio se cuenta que Caria, hija doncella del rey de Laconia, era amada por Dioniso, y fue transformada en nogal. Desde entonces se le rendía culto con el nombre de Artemisa Cariátide.

## Asimilación
Etimológicamente, Cariatis significa "virgen de Caria", y Caria proviene de "karua" (nogal) o "karuon" (nuez). En la mitología griega el apelativo de "virgen" solía referirse a Artemisa, hecho que posiblemente contribuyó a la asimilación de la figura menor por parte de la diosa olímpica. Además, ambas diosas apadrinan materias cercanas, de manera que la deidad del nogal puede incluirse dentro de la deidad de la naturaleza.

## Cariátides
Las muchachas que danzaban en honor de Artemisa Cariátide darán nombre a las cariátides, elementos arquitectónicos que cumplían la función de columna o pilastra, y que habían sido esculpidas con forma de mujer. Este nexo se fundamenta en la utilización de columnas talladas para tener la figura de una mujer, cuyo materia prima, en épocas muy anteriores, era la madera del tronco de nogal sagrado.